# Distrito do Ilm
O Distrito do Ilm (em alemão:  Ilm-Kreis) é um distrito (Kreis ou Landkreis) da Alemanha localizado no estado da Turíngia.

## Cidades e municípios
| Cidades livres                                        | Municípios livres             |
| ----------------------------------------------------- | ----------------------------- |
| 1. Arnstadt 2. Großbreitenbach 3. Ilmenau 4. Stadtilm | 1. Amt Wachsenburg 2. Geratal |

| Verwaltungsgemeinschaften                                               | Verwaltungsgemeinschaften |
| ----------------------------------------------------------------------- | --- |
| 1. Geratal/Plaue [sede: Geraberg] 1. Elgersburg 2. Martinroda 3. Plaue2 | 2. Riechheimer Berg [sede: Kirchheim] 1. Alkersleben 2. Bösleben-Wüllersleben 3. Dornheim 4. Elleben 5. Elxleben 6. Osthausen-Wülfershausen 7. Witzleben |
| 1sede do Verwaltungsgemeinschaft;2cidade                                | |